# Liên đoàn bóng đá Cộng hòa Hồi giáo Iran
Liên đoàn bóng đá Cộng hòa Hồi giáo Iran (tiếng Ba Tư: فدراسیون فوتبال جمهوری اسلامی ایران, đã Latinh hoá: Federasiun-e Futbal-e Jimhuri-ye Eslâmi-ye Iran, tiếng Anh: Football Federation Islamic Republic of Iran - FFIRI), hay đơn giản hơn là Liên đoàn bóng đá Iran, là tổ chức quản lý, điều hành các hoạt động bóng đá ở Iran. FFIRI quản lý đội tuyển bóng đá quốc gia Iran, tổ chức các giải bóng đá như giải vô địch bóng đá Iran, cúp bóng đá Iran,.... FFIRI là thành viên của FIFA, AFC và Liên đoàn bóng đá Trung Á (CAFA).
Chủ tịch của Liên đoàn bóng đá Iran hiện nay là ông Mehdi Taj.